# Mondial de l'automobile de Paris 2006
Le Mondial de l'automobile de Paris 2006 est un salon international automobile qui s'est tenu du 30 septembre au 15 octobre 2006 à la Porte de Versailles.

## Contexte du salon
Avant octobre 2006, le marché de l'automobile est morose depuis plusieurs mois. En septembre 2006, un recul des ventes de  13,3 % est constaté. Le mois d'octobre redresse partiellement la barre, grâce à l'effet de ce Mondial de l'automobile à Paris. Sur octobre, les ventes de voitures neuves augmentent de 8,4 %, avec 173 154 immatriculations. L'industrie automobile américaine traverse une période noire, avec des fermetures de site et des réductions d'effectifs qui touchent notamment les trois géants Ford, General Motors et Chrysler. Les constructeurs français souffrent également. Le marché automobile se porte très bien en Amérique du Sud et en Asie, mais pas aux États-Unis ni en Europe. En Europe, il y a, selon Pascal Roussarie, responsable de l'Observatoire de l'automobile, une bipolarisation du marché, avec une demande pour les véhicules haut de gamme, où les marques allemandes sont fortes, et une demande pour les véhicules d'entrée de gammes. « Malheureusement, les constructeurs français restent positionnés dans le ventre mou du marché ». De façon assez significative, un des véhicules de Renault qui retient l'attention est la Logan, véhicule bas de gamme fabriqué en Roumanie et destiné initialement aux pays émergents, mais lancé en France un an plus tôt, en juin 2005.

## Inauguration
Le premier ministre français, Dominique de Villepin, inaugure le salon le vendredi 29 septembre, veille de l'ouverture au grand public. Il est accompagné du ministre de l'économie Thierry Breton et du ministre de l'industrie François Loos. Le discours d'inauguration est un peu défensif, prônant le « patriotisme économique [..] au niveau français comme au niveau européen ». Les ministres commencent leur visite du salon par le stand Citroën.

## Affluence et organisation
Le Mondial de l'Automobile 2006 a connu 1 431 000 visiteurs, une affluence relativement proche du record de 2004, 1 460 000 visiteurs. 
Les huit halls d'exposition proposaient expositions et autres activités :
- véhicules "écologique"[7]
- karting ;
- démonstration de véhicules 4x4 ;
- pilotage sportif sur mini-circuit en épingle-à-cheveux ;
- info sur la sécurité routière.

Le hall 1, par exemple, accueillait les marques des groupes Daimler-Benz, Fiat, Ford, Peugeot-Citroën...

## Nouveautés et concept-cars (sélection)

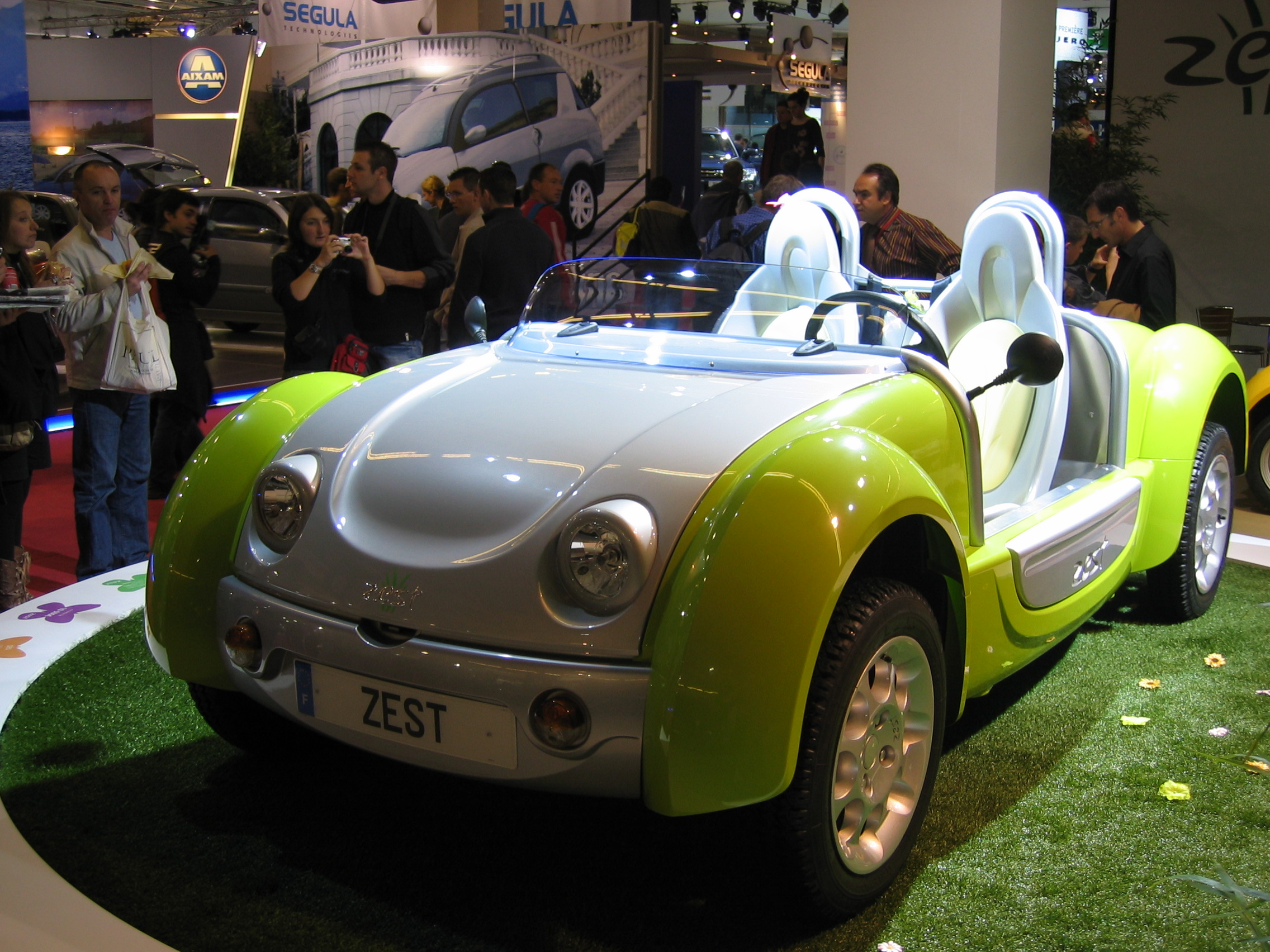
Acrea Zest au salon de l’automobile de Paris 2006

Cette édition 2006 accueille 282 marques de 24 pays. 70 nouveautés et concept-cars ont été dévoilés en première mondiale.
L'Alfa Romeo 8C Competizione, produite par le constructeur automobile italien Alfa Romeo est présentée. Elle avait déjà été présentée au salon de l'automobile de Francfort 2003, mais comme un concept-car. Le modèle dévoilé au Mondial de l’automobile de Paris 2006 est destiné à la vente pour 2007. 
L’Audit R8 est officiellement présentée pour être ensuite mise en avant dans les concessions Audi, quelques mois plus tard, en avril 2007. L'Audi R8 tire son nom de la voiture de course homonyme, victorieuse aux 24 Heures du Mans. Le show-car Avus du salon automobile de Francfort de 1991, le prototype Audi quattro Spyder ou encore le concept-car Audi Le Mans quattro qui inaugura les LED, ont inspiré les ingénieurs allemands dans la conception de ce modèle.
La BMW X3 est restylé : son regard gagne en sportivité et ses motorisations en puissance.
La Citroën C-Métisse est présentée. Ce concept-car est un coupé de grand tourisme, avec un système de traction hybride diesel. Elle est équipée d'un moteur V6 HDI FAP de 208 ch, qui entraîne les roues avant. Deux moteurs électriques, conçus par TM4 Systèmes électrodynamiques, sont implantés directement dans les roues arrière, et complètent le moteur thermique. Ce système permet au passage d'avoir une 4 roues motrices lorsque les conditions de roulage le nécessitent, ce qui, allié à la suspension hydraulique et aux différentes aides électroniques à la conduite, renforce la sécurité active. La voiture se veut peu pollante (cycle mixte affichant 6,5 l/ 100 km et émissions de CO2 : 174 g/km), pour un véhicule aux performances de 0 à 100 km/h en 6,2 secondes et 1 000 m départ arrêté en 25,4 s. Sur le stand de ce constructeur figure également la C4 WRC que Sebastien Loeb et Daniel Sordo piloteront à partir de 2007, avec quelques succès, en Championnat du monde des rallyes au sein d'une écurie Citroën officielle.
Ford lance la version III de la Ford Mondeo, présentée en carrosserie break et en version concept-car. La commercialisation n'interviendra qu'au deuxième trimestre 2007, le temps d'écouler, dans les concessions, les derniers stocks des versions précédentes du même véhicule.
Great Wall Motors et Landwind sont les deux premières marques chinoises présentes à un Mondial de l'automobile parisien. L'argument mis en avant pour leurs modèles est le prix.
Le constructeur japonais Mitsubishi met en avant deux nouvelles versions de son 4x4 vedette, le Pajero, le modèle de série (dont c'est la quatrième génération), et celui de compétition qui participera au rallye Dakar, en janvier 2007. Les pilotes de l'écurie Mitsubishi sont d'ailleurs présents, notamment les deux derniers vainqueurs français, Stéphane Peterhansel et Luc Alphand.
Opel présente son SUV Opel Antara, cherchant à bénéficier de l'intérêt pour ce type de véhicule poussé notamment par les constructeurs asiatiques, avec les modèles Toyota RAV4 (qui invente dès 1994 les « SUV compacts »), puis, en 2004, Hyundaï Tucson et Nissan Qashqai.
Le constructeur Peugeot présente la limousine Peugeot 908 RC. Elle est équipée du moteur de la voiture de course Peugeot 908 HDi FAP qui est placé en position arrière. Chez ce constructeur, la Peugeot 207 commercialisée depuis le début de l'année 2006 retient également l'attention.
Un show car Koleos, précurseur de la Renault Koleos, et rare véhicule français, en 2006, exploitant l'intérêt naissant pour les SUV, est dévoilé. Chez ce constructeur Renault, une nouvelle Twingo est également révélée sous l'aspect d'un concept car : La Twingo Concept avec un nouveau moteur essence 1,2 litre TCE de 100 ch. Ce concept préfigure la Renault Twingo II.
Un concept-car Škoda Joyster s'inspire du Škoda Roomster, mais ne conservant que deux portes et une allure un peu plus basse.
Toyota met en avant une nouvelle génération de Lexus LS, montrant sa maîtrise des véhicules hybrides, avec la Lexus LS 600h.
Chez Volkswagen, constructeur européen en forme des années 2000, un concept car baptisé Volkswagen Iroc,  est révélé, qui annonce la future Scirocco III. Il est équipé d'un moteur TSI de 200 ch. Il est nommé IROC, reprenant ainsi les quatre lettres du milieu de « Scirocco ». 

Parmi les véhicules électriques français, Bolloré présente la Bluecar, en forme de bulle, conçue par l'ingénieur Philippe Guédon, ancien PDG de Matra Automobile, père de l'Espace. Ce véhicule utilise un nouveau type de batteries au lithium-métal polymère. Cette première version, est initialement connue sous le nom de code VBE1 ou Blue Car 1. Une évolution du modèle, la Blue Car 2, est produite en quelques  exemplaires quelques mois plus tard, en avril 2007. La voiture de série sera présentée au Mondial de l'automobile de Paris en octobre 2008, pour une commercialisation envisagée initialement fin 2009 et finalement reportée en 2010.
Plus anecdotique, dans les véhicules ne nécessitant pas un permis, l’Acrea Zest est présenté pour la première fois. Sa forme ronde et amusante rappelle un peu la Citroën C-Airplay, présentée par Citroën en 2005, mais en version plus colorée, bicolore, avec une carrosserie tout en plastique évoquant sur ce point le concept plus ancien de la Citroën Méhari, Elle sera présent pendant quelques éditions du Mondial automobile de Paris, en version essence ou version électrique.

## Thèmes porteurs
Outre la consommation de carburants et la pollution engendrée, avec en alternative les véhicules électriques et les véhicules hybrides, un autre thème omniprésent dans ce salon mondial 2006 de l'automobile, à Paris, est la sécurité. Toyata affirme là encore sa capacité à innover avec une Lexus LS 460, munie de dispositifs d'assistance à la conduite et de capteurs, des systèmes pouvant par exemple corriger une trajectoire, adapter une distance avec un autre véhicule, ou garer l'automobile sans toucher le volant. BMW, Mercedes, et l'équipementier Siemens présentent des véhicules équipés de dispositifs d'aide à la vision dans l'obscurité et utilisant des techniques d'affichage conçues initialement pour les avions de combat, comme le Head Up Display. Une grande question commence à émerger sur la gestion des interactions entre le conducteur et les systèmes d'assistance automatisés.

## Galerie

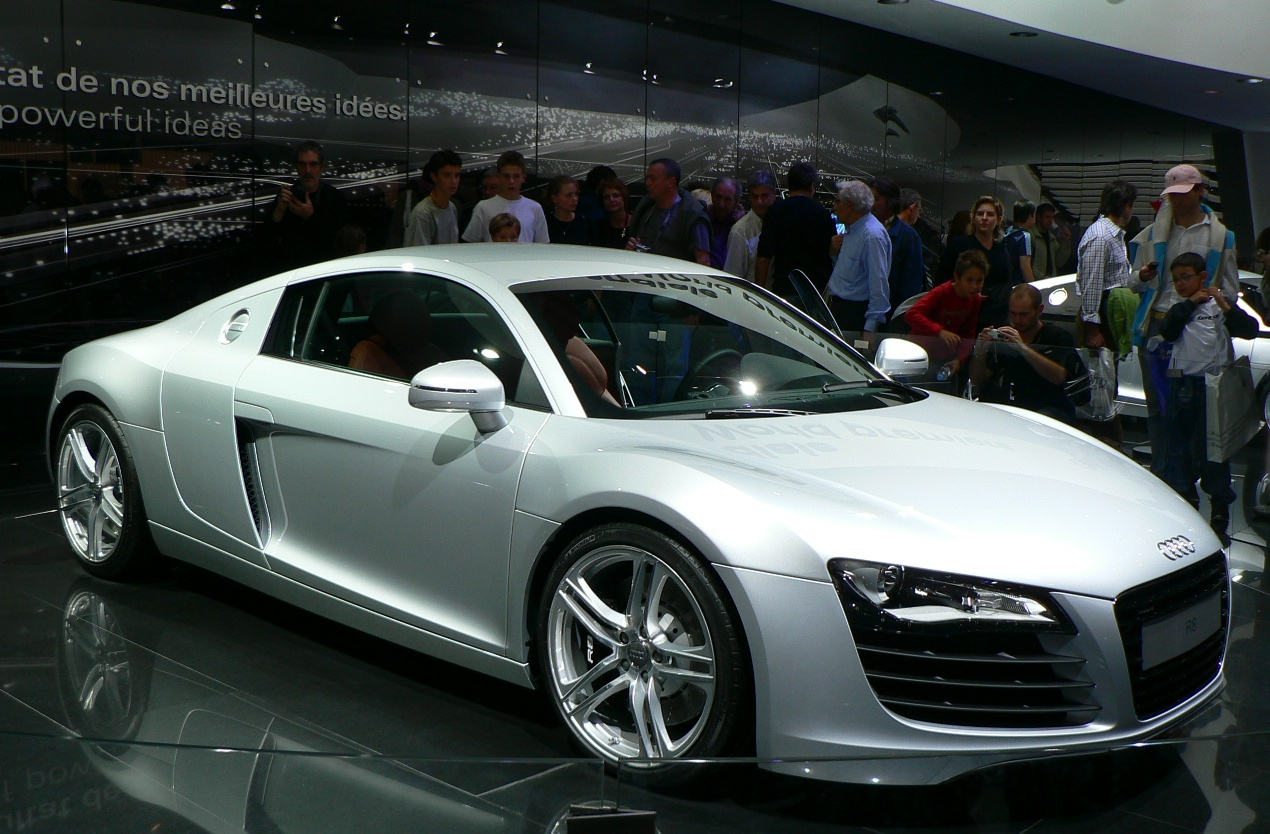
Audi R8
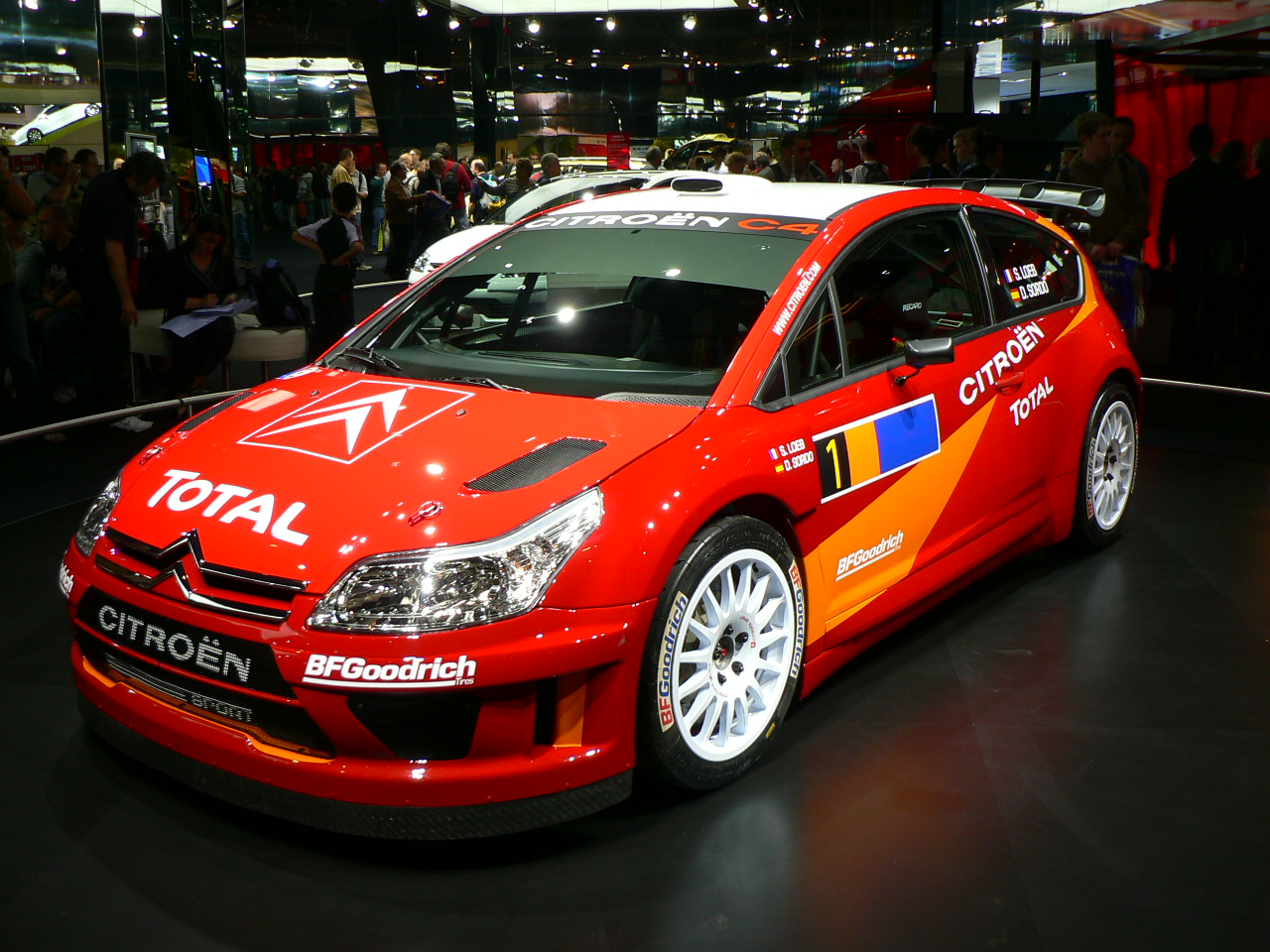
Citroën C4 WRC
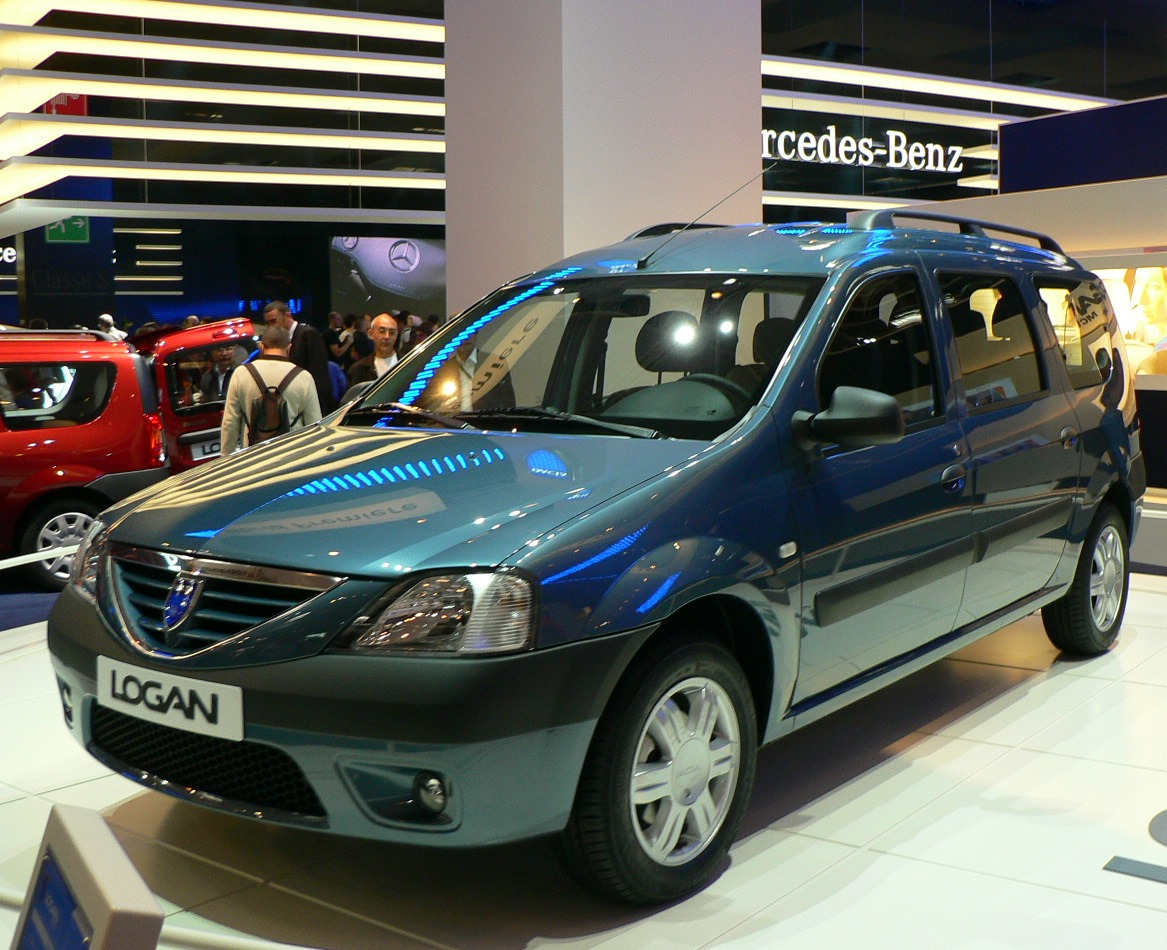
Dacia Logan break
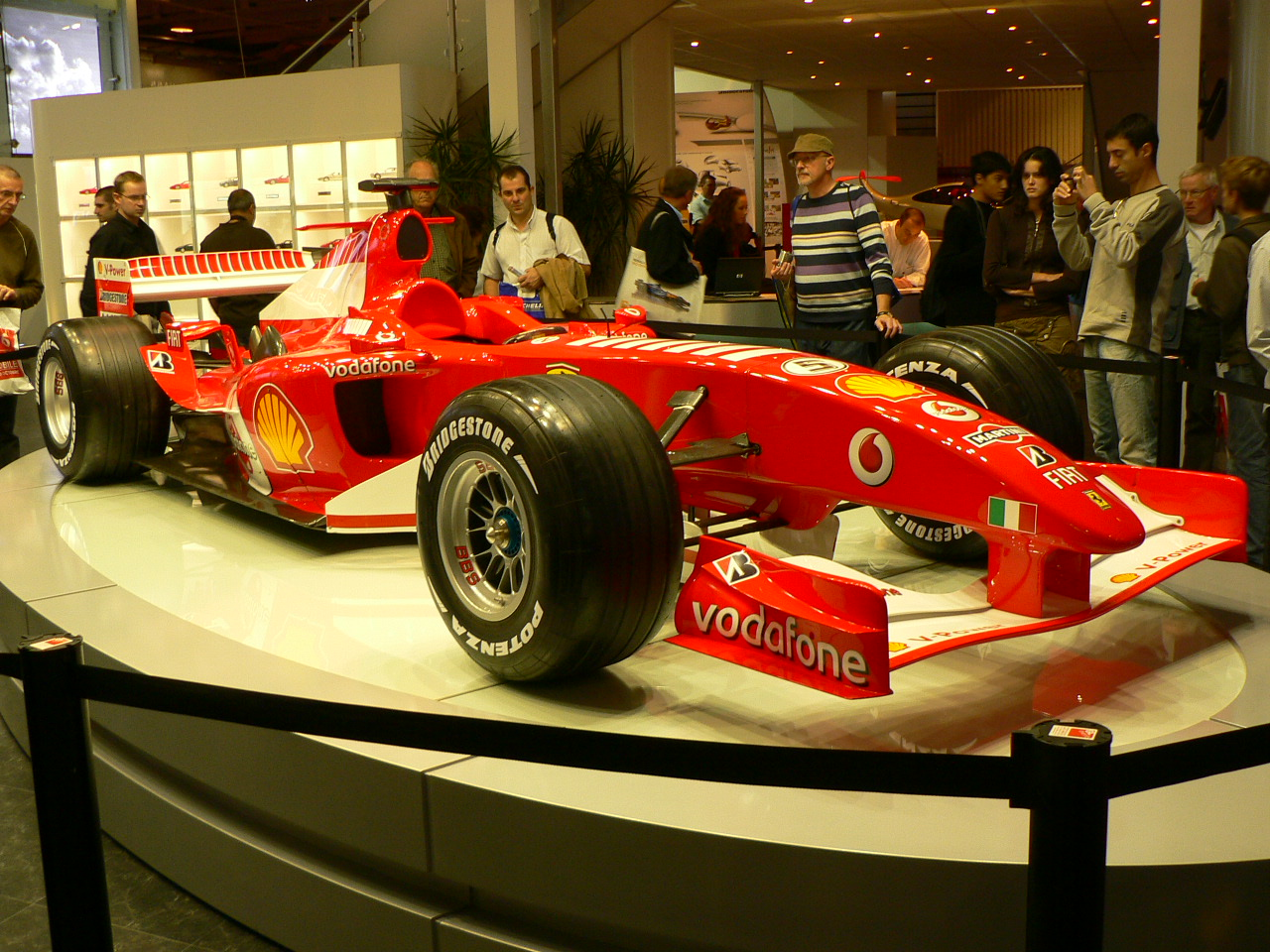
Ferrari F1
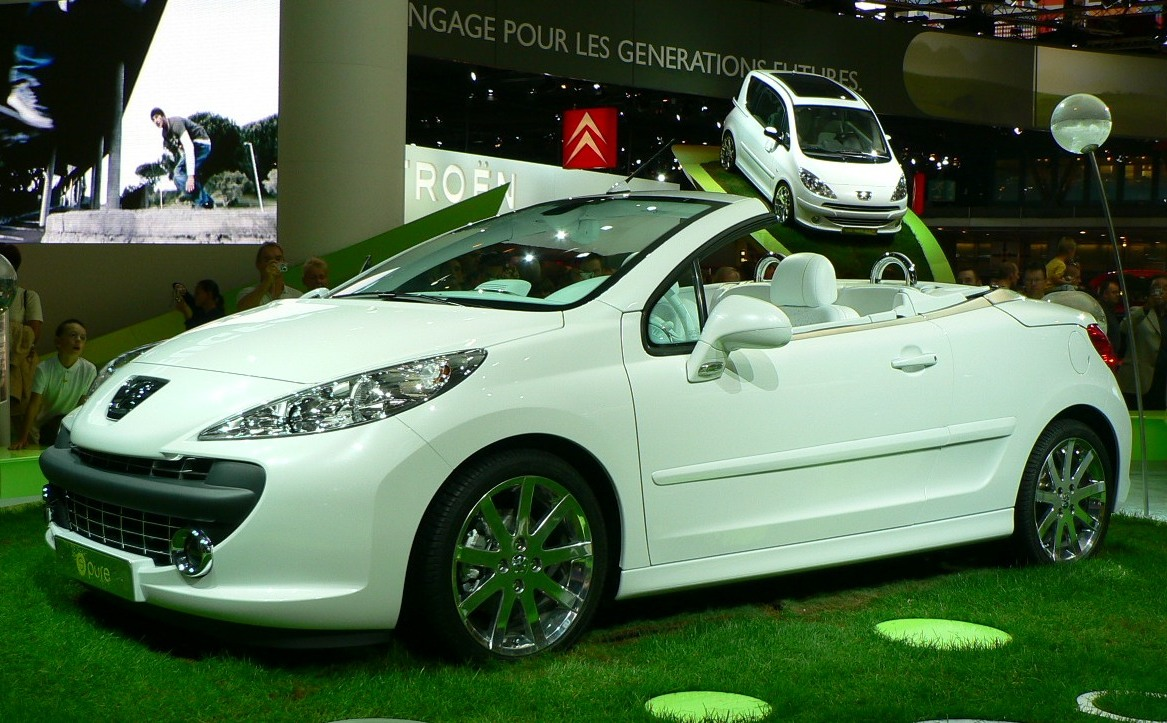
Peugeot 207 CC
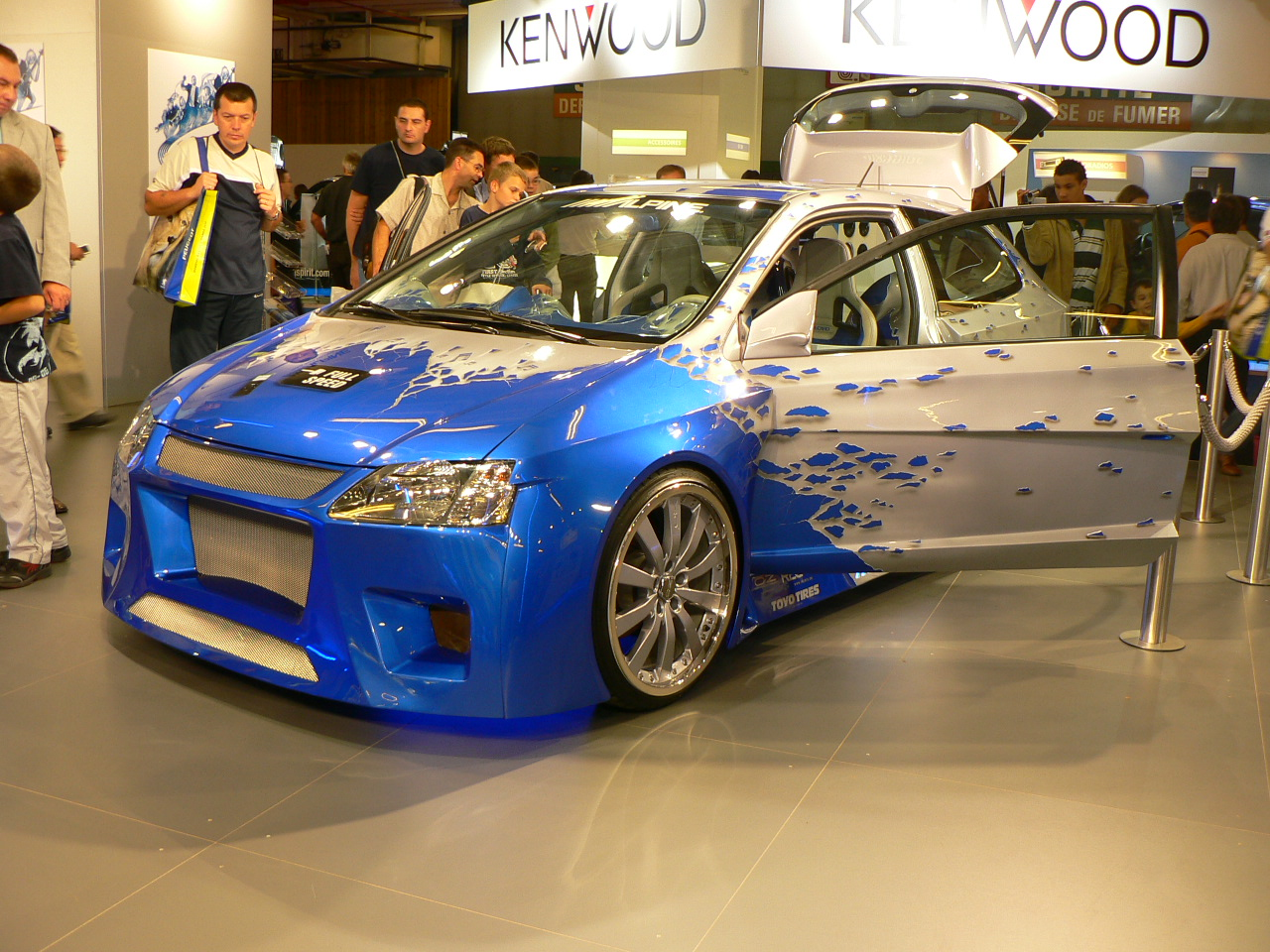
Voiture tunée

## Voir également